# A Casa das Sete Mulheres
A Casa das Sete Mulheres est une série télévisée brésilienne diffusée entre le 7 janvier et le 8 avril 2003 à 23h00, par Rede Globo, soit au total 53 chapitres.
Écrit par Maria Adelaide Amaral et Walther Negrão, il s'inspire librement du roman homonyme de l'écrivain gauchiste Letícia Wierzchowski, avec la collaboration de Lucio Manfredi et Vincent Villari; sous la direction de Teresa Lampreia, direction générale de Jayme Monjardim et Marcos Schechtman, et direction principale de Jayme Monjardim.